# Neophyllaphis iuiuyensis
Neophyllaphis iuiuyensis är en insektsart som beskrevs av Mier Durante och Ortego 2008. Neophyllaphis iuiuyensis ingår i släktet Neophyllaphis och familjen långrörsbladlöss. Inga underarter finns listade i Catalogue of Life.